# 川端千都
川端 千都（かわばた かずと、1995年12月20日 - ）は、京都府舞鶴市出身の陸上競技選手。専門は長距離種目、駅伝。
京都府立綾部高等学校、東海大学体育学部卒業。コニカミノルタ陸上競技部を経て、現在はSGホールディングスグループ陸上競技部に所属。

## 経歴
小学校時代は野球チームに所属していた。舞鶴市立若浦中学校では陸上部に入るもきちんとした活動をせずにいたが、3年時に「思い出作り」として出場した駅伝大会で2位に入ったことで、綾部高校の陸上部監督から勧誘を受けて進学した。
高校2年時のインターハイでは3000mSCで2位入賞。3年時は5000mで8位入賞を果たす。第19回都道府県対抗駅伝では1区でトップと3秒差の区間3位と好走。福岡国際クロスカントリーではジュニア男子8kmの部で羽生拓矢に次ぐ日本人2番手の5位入賞。
東海大学では1年時から主力として活躍。第46回全日本大学駅伝関東地区選考会ではエースの集う4組で9位と健闘。2014年世界ジュニア陸上競技選手権では5000mに出場し11位。第46回全日本大学駅伝では2区区間8位、第91回箱根駅伝では華の2区に抜擢され区間7位といずれも健闘した。トラックでは5000m13分台、10000m28分台を記録しエースに成長する。
2年時は5000m・10000mで自己ベストを更新。第28回ユニバーシアードでは10000mに出場し12位。第27回出雲駅伝では1区区間5位、第47回全日本大学駅伝では1区区間10位。その後髄膜炎で入院したこともあり第92回箱根駅伝では7区にまわったが、区間12位と振るわなかった。
3年時はトラック・駅伝ともに伸びを欠いたが、第93回箱根駅伝では9区を務め区間5位。チームのシード獲得に大きく貢献する走りを見せた。丸亀ハーフマラソンでは自己ベストをマークする。
4年時の第49回全日本大学駅伝ではアンカーを務める。トップでタスキを受けたものの、2.5kmで鈴木健吾（神奈川大学）に追いつかれると、5km過ぎに後退。自身は区間3位の快走を見せたものの、チームの14年ぶりの優勝をあと一歩で逃した。その後八王子ロングディスタンス10000mでは自己ベストをマークしたものの、第94回箱根駅伝は万全の状態で迎えることができず、10区を務めたが終盤失速し区間16位。総合3位から5位に後退してフィニッシュした。
コニカミノルタ入社後は故障もあり伸び悩んだが、入社3年目の第61回東日本実業団駅伝で6区区間3位と好走。八王子ロングディスタンス10000mでは自己ベストをマークした。第65回ニューイヤー駅伝では3区区間25位。
2021年4月よりSGホールディングスグループに移籍。

## 戦績

### 自己ベスト
- 1500m：3分44秒94（2017年 東海大競技会）
- 3000mSC：8分55秒06（2012年 インターハイ）
- 5000m：13分47秒25（2021年 金栗記念選抜中長距離熊本大会）
- 10000m：28分13秒01（2023年 第310回日体大記録会）
- ハーフマラソン：1時間02分23秒（2017年 丸亀ハーフマラソン）
- 30km：1時間30分38秒（2020年 熊日30kmロードレース）

### 大学駅伝戦績
| 学年             | 出雲駅伝                    | 全日本大学駅伝               | 箱根駅伝                           |
| ---------------- | --------------------------- | ---------------------------- | ---------------------------------- |
| 1年生 (2014年度) | 第25回 東海大学 出場なし    | 第46回 2区-区間8位 39分33秒  | 第91回 2区-区間7位 1時間08分32秒   |
| 2年生 (2015年度) | 第27回 1区-区間5位 23分08秒 | 第47回 1区-区間9位 43分33秒  | 第92回 7区-区間12位 1時間05分56秒  |
| 3年生 (2016年度) | 第28回 4区-区間6位 17分51秒 | 第48回 2区-区間13位 40分08秒 | 第93回 9区-区間5位 1時間11分21秒   |
| 4年生 (2017年度) | 第29回 ― - ― 出走なし       | 第49回 8区-区間3位 58分59秒  | 第94回 10区-区間16位 1時間13分49秒 |